# Uruguay (stacja metra w Mediolanie)
Uruguay – stacja metra w Mediolanie, na linii M1. Znajduje się pomiędzy via Benedetto Croce e via Giacomo Quarenghi, w Mediolanie i zlokalizowana jest pomiędzy stacjami Lampugnano a Bonola. Została otwarta w 1980.